# Maurizio Arrivabene
Maurizio Arrivabene, född 7 mars 1957 i Brescia i Italien, är en italiensk affärsman och tidigare stallchef för Scuderia Ferrari.
Arrivabene blev stallchef för Ferrari i november 2014, då han ersatte Marco Mattiacci. 7 januari 2019 meddelade Ferrari att han lämnar sin roll som stallchef och ersätts av stallets tekniske chef Mattia Binotto.
Arrivebene var gift med Ulrika Hjelm mellan 1990 och 1995. De har en dotter, Stefania Arrivabene.